# یواس‌آرسی هریت لین (۱۸۵۷)
یواس‌آرسی هریت لین (۱۸۵۷) (به انگلیسی: USRC Harriet Lane (1857)) یک کشتی بود که طول آن ۱۷۷٫۵ فوت (۵۴٫۱ متر) بود. این کشتی در سال ۱۸۵۹ ساخته شد.